# Lajos Virág
Lajos Virág (* 27. Juni 1977 in Eger, Heves, Ungarn) ist ein ehemaliger ungarischer Ringer. Er wurde 2005 Vize-Weltmeister im griechisch-römischen Stil im Halbschwergewicht.

## Werdegang
Lajos Virág begann im Alter von acht Jahren 1985 in seiner Heimatstadt mit dem Ringen. Er wurde dazu Mitglied des Sportclubs Vasas SC Eger. Er konzentrierte sich auf den griechisch-römischen Stil und wurde in seiner Laufbahn hauptsächlich von Tibor Komáromi und Jenő Bódi trainiert. Im Laufe der Jahre entwickelte er sich zu einem kraftvollen Athleten, der bei einer Größe von 1,86 Metern immer im Halbschwergewicht startete. Lajos Virág ist auch in deutschen Ringerkreisen gut bekannt, denn er startete mehrere Jahre lang für die RKG Freiburg 2000 bzw. den SV Johannis Nürnberg in der deutschen Bundesliga.
1995 nahm er erstmals an einer internationalen Ringermeisterschaft, der Junioren-Europameisterschaft (Juniors) in Witten, teil. Er kam dort aber in der Gewichtsklasse bis 81 kg nur auf den 12. Platz. Im Jahre 2000 wurde er in Taschkent bei einem Olympia-Qualifikationsturnier im Mittelgewicht eingesetzt. Mit einem 5. Platz schaffte er aber die Qualifikation für die Olympischen Spiele in Sydney nicht. Als Student startete er im Jahre 2000 bei der Universitäten-Weltmeisterschaft in Tokio, wo er im Mittelgewicht den 5. Platz belegte und im Jahre 2002 auch bei der Studenten-Weltmeisterschaft in Edmonton, wo er im Halbschwergewicht hinter Roman Meduna aus der Slowakei den 2. Platz belegte.
2002 wurde Lajos Virág auch erstmals ungarischer Meister im Halbschwergewicht. Bei der Europameisterschaft 2002 in Seinäjoki/Finnland traf er gleich in seinem ersten Kampf auf den russischen Titelaspiranten, den mehrfachen Weltmeister und Olympiasieger Gogi Koguaschwili, gegen den er verlor. Mit einem Sieg in seinem nächsten Kampf über Robert Petrosjan aus Armenien konnte er, dem damaligen eigenartigen Reglement entsprechend, nur mehr den 9. Platz erkämpfen. 2003 wurde er erneut ungarischer Meister, konnte aber auch in diesem Jahr bei den internationalen Meisterschaften nur Mittelplätze erkämpfen. Bei der Europameisterschaft 2003 in Belgrad siegte er über Richard Karelson aus Estland und verlor dann gegen Mirko Englich aus Deutschland und kam auf den 10. Platz und bei der Weltmeisterschaft 2003 in Créteil siegte er über Toomas Proovel aus Estland und Ernesto Peña aus Kuba. Nach einer Niederlage im nächsten Kampf gegen Aleksey Cheglakov aus Usbekistan schied er aber aus und kam auf den 9. Platz.
Den 9. Platz belegte er auch bei den Olympischen Spielen 2004 in Athen. Er kam dort zu einem Sieg über den US-Amerikaner Garrett Lowney, verlor dann aber gegen Ernesto Pena und schied aus. Bei der Europameisterschaft 2005 in Warna verlor Lajos Virág gleich seinen ersten Kampf gegen Dimitri Timchenko aus der Ukraine und kam deshalb nur auf den 17. Platz. Umso besser schnitt er dann bei der Weltmeisterschaft 2005 in Budapest ab. Er siegte dort über Mitja Sedmark, Slowenien, Schota Narmanow, Weißrussland, Justin Ruiz, USA und Margulan Assenbekow, Kasachstan und stand damit im Finale dem vielfachen Weltmeister und Olympiasieger Hamza Yerlikaya aus der Türkei gegenüber, gegen den er verlor. Er wurde damit Vize-Weltmeister. 2005 wurde er durch einen Sieg im Finale über Iwan Nemeth auch wieder ungarischer Meister.
2006 war er wieder bei der Weltmeisterschaft, die in Guangzhou stattfand, dabei. Er kam dort im Halbschwergewicht zu einem Sieg über Nguyen Van Duc aus Vietnam und verlor gegen Jimmy Lidberg aus Schweden, was ihm den 8. Platz einbracht. Im Jahre 2008 gelang es Lajos Virág sich durch einen 2. Platz beim Turnier in Rom-Ostia noch einmal für die Teilnahme an Olympischen Spielen zu qualifizieren. In Peking verlor er dann seinen ersten Kampf gegen Adam Wheeler aus den Vereinigten Staaten äußerst knapp mit 1:2 Runden bei 3:3 Punkten. Da Wheeler das Finale nicht erreichte, musste er ausscheiden und kam nur auf den 17. Platz. Danach bestritt er keine internationalen Meisterschaften mehr.

## Internationale Erfolge
| Jahr | Platz | Wettbewerb                                | Gewichtsklasse | Ergebnisse |
| 1995 | 12.   | Junioren-EM (Juniors) in Witten           | bis 81 kg      | Sieger: Serkan Özden, Türkei vor Richard Karelson, Estland |
| 2000 | 5.    | Olympia-Qualif.-Turnier in Taschkent      | Mittel         | Sieger: Fritz Aanes, Norwegen vor Igor Bugai, Ukraine |
| 2000 | 5.    | Universitäten-WM in Tokio                 | Mittel         | Sieger: Toomas Proovel, Estland vor Cael Sanderson, USA |
| 2002 | 9.    | EM in Seinäjoki/Finnland                  | Halbschwer     | nach einer Niederlage gegen Gogi Koguaschwili, Russland und Sieg über Robert Petrosjan, Armenien                                                                                  |
| 2002 | 2.    | Universitäten-WM in Edmonton              | Halbschwer     | hinter Roman Meduna, Slowakei, vor Serkan Özden und Rasoul Jazini, Iran |
| 2003 | 10.   | EM in Belgrad                             | Halbschwer     | nach einem Sieg über Richard Karelson und einer Niederlage gegen Mirko Englich, Deutschland                                                                                       |
| 2003 | 9.    | WM in Créteil                             | Halbschwer     | nach Siegen über Toomas Proovel und Ernesto Pena, Kuba und einer Niederlage gegen Aleksey Cheglakov, Usbekistan                                                                   |
| 2004 | 9.    | OS in Athen                               | Halbschwer     | nach einem Sieg über Garrett Lowney, USA und einer Niederlage gegen Ernesto Pena                                                                                                  |
| 2005 | 3.    | Vehbi-Emre-Memorial in Istanbul           | Halbschwer     | hinter Hamza Yerlikaya, Türkei und Marek Sitnik, Polen |
| 2005 | 1.    | Großer Preis von Ungarn in Szombathely    | Halbschwer     | vor Mindaugas Ežerskis, Litauen, Sergei Jaroschewisch, Russland und M. Gettinyurek, Türkei                                                                                        |
| 2005 | 17.   | EM in Warna                               | Halbschwer     | nach einer Niederlage gegen Dimitri Timchenko, Ukraine |
| 2005 | 1.    | Wladyslaw-Pytlasinski-Memorial in Ratibor | Halbschwer     | vor Aslanbek Chuschtow, Russland, Ramas Nosadse, Georgien und Georgous Koutsioubas, Griechenland                                                                                  |
| 2005 | 2.    | WM in Budapest                            | Halbschwer     | nach Siegen über Mitja Sedmark, Slowenien, Schota Narmanow, Weißrussland, Justin Ruiz, USA und Margulan Assembekow, Kasachstan und einer Niederlage gegen Hamza Yerlikaya, Türkei |
| 2006 | 8.    | WM in Guangzhou                           | Halbschwer     | nach einem Sieg über Nguyen Van Duc, Vietnam und einer Niederlage gegen Jimmy Lidberg, Schweden                                                                                   |
| 2007 | 2.    | Ion-Corneanu-Memorial in Brasow           | Halbschwer     | hinter Balasz Kiss, Ungarn, vor Aslanbek Chuschtow und Justin Ruiz |
| 2007 | 3.    | Großer Preis von Ungarn in Szombathely    | Halbschwer     | hinter Balasz Kiss und Jimmy Lidberg, gemeinsam mit Aslanbek Chuschtow, vor Iwan Nemeth, Ungarn und Rami Hietaniemi, Finnland                                                     |
| 2008 | 5.    | Großer Preis von Ungarn in Szombathely    | Halbschwer     | hinter Jimmy Lidberg, Karam Mohammed Gaber Ibrahim, Ägypten, Mehmet Özal, Türkei und Andrzej Deberny                                                                              |
| 2008 | 2.    | Olympia-Qualif.-Turnier in Rom-Ostia      | Halbschwer     | hinter Kalojan Dinchew, Bulgarien, vor Oleg Kryoka, Ukraine und Mehmet Özal |
| 2008 | 1.    | Golden-Grand-Prix in Baku                 | Halbschwer     | vor Oleg Kryoka, Andrzej Deberny, Polen und Janne Jokela, Finnland |
| 2008 | 17.   | OS in Peking                              | Halbschwer     | nach einer Niederlage gegen Adam Wheeler, USA |

## Erläuterungen
- alle Wettkämpfe im griechisch-römischen Stil
- OS = Olympische Spiele, WM = Weltmeisterschaften, EM = Europameisterschaften
- Mittelgewicht, Gewichtsklasse bis 2001 bis 85 kg, Halbschwergewicht, seit 2002 bis 96 kg Körpergewicht